# 針供養

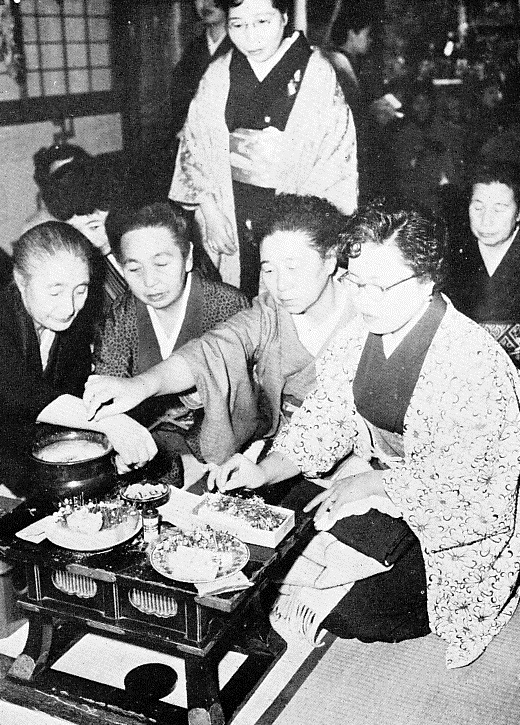
1960年（昭和35年）前后，
針供養活动

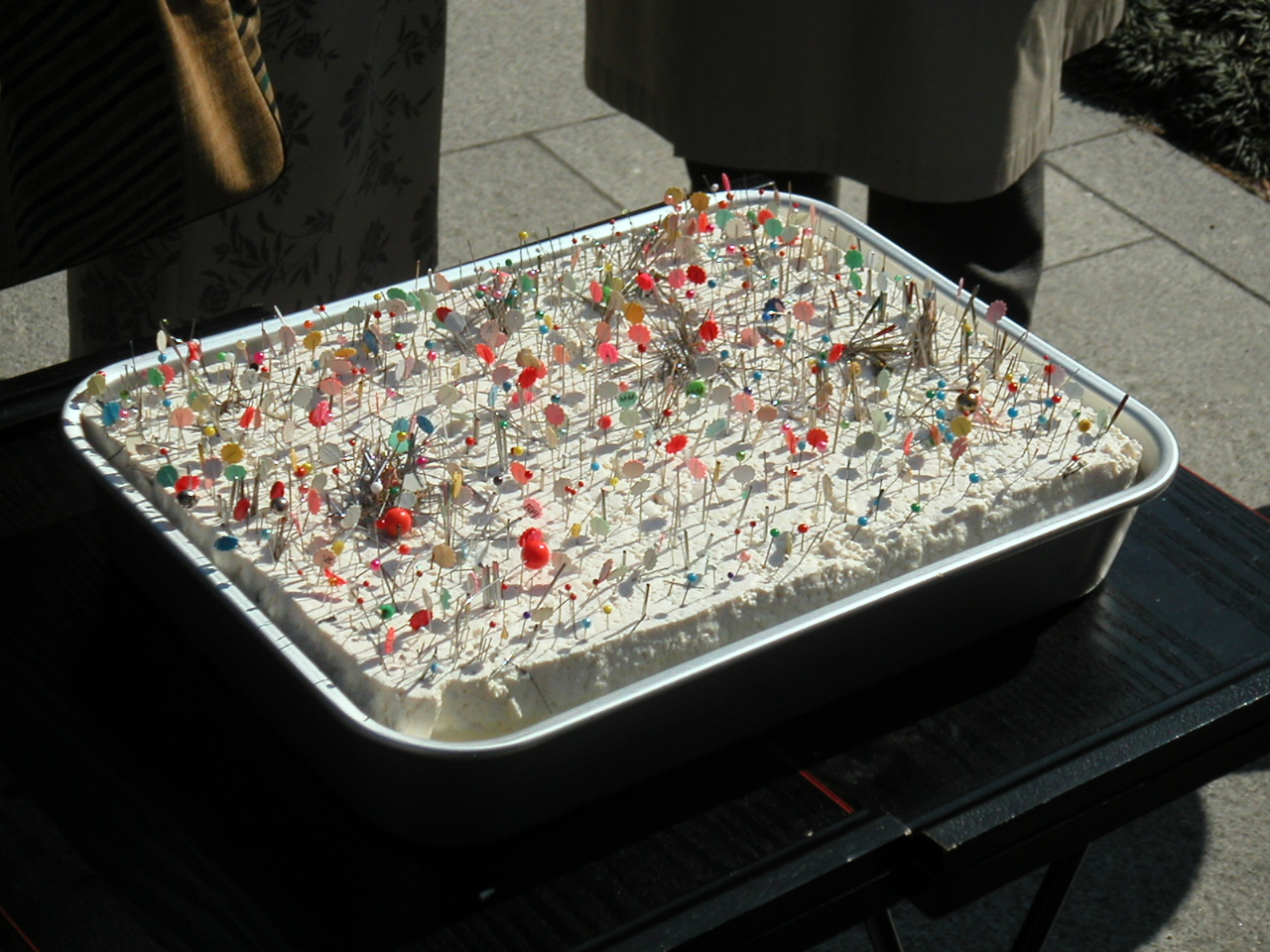
2004年（平成16年）2月前后，
刺在豆腐上的针

针供养（日语：／ Harikuyou）是指将由于折断、弯曲、生锈等原因而不能使用的缝衣针供养起来，然后供奉到附近的神社的活动。针供养在日本各地的社寺都有举行，但主要在淡岛神社（粟岛神社）或是设有祭祀淡岛神的堂（淡岛堂、粟岛堂）的寺院举行。

## 由来
起源（中国有“社日停针线”的古老习俗，这一习俗传到了日本）尚不明确，但早在平安时代，清和天皇就已在法轮寺建立了进行针供养的堂，所以普遍认为在9世纪后半叶，日本（的极少部分地区）已有针供养的风俗习惯。
室町时代，铁针被大量生产。江户时代中期之后，针供养的风俗同和歌山的淡岛信仰相结合，由淡岛愿人们推广至日本全国各地。